# Hydroptila broweri
Hydroptila broweri är en nattsländeart som beskrevs av Blickle 1963. Hydroptila broweri ingår i släktet Hydroptila och familjen smånattsländor. Inga underarter finns listade i Catalogue of Life.